# Golpe de Estado en la República de la Nueva Granada
El golpe de Estado en la República de la Nueva Granada fue una acción militar llevada a cabo por las Sociedades Democráticas, para derrocar al presidente José María Obando. Al borde de ser destituido por los gobernadores provinciales que la constitución designaba, los artesanos y el general izquierdista José María Melo le ofrecieron la posibilidad de convertirse en dictador popular, opción que Obando no aceptó y en su lugar optó por renunciar. Fue entonces detenido y encarcelado por los revolucionarios que tomaron el poder el 17 de abril de 1854 y proclamaron a Melo presidente del país. 
En las elecciones presidenciales de 1853, el candidato liberal radical Tomás Herrera (apoyado por Melo) fue derrotado por el candidato liberal moderado Obando. El partido liberal se hallaba dividido en dos bandos: los draconianos que junto con las Sociedades Democráticas lo apoyaban, cuyos conductores eran José de Obaldía y Lorenzo María Lleras y los gólgotas con Manuel Murillo Toro y Florentino González como jefes. Los artesanos apoyaron la candidatura del expresidente Obando, quien se posesionó  el primero de abril de 1853. Los gólgotas y los partidarios de la libertad de importaciones, se aliaron con el conservadurismo —del que formaban parte los esclavistas y los clericales— y controlaron conjuntamente, tanto el Congreso, como las gobernaciones y numerosas alcaldías. Aprobaron una nueva constitución que debilitó a los aliados de los artesanos, el presidente y el ejército nacional y le dio el mayor poder a las provincias, base de apoyo del Congreso y fortaleció la libertad de importaciones. Los enfrentamientos con los sectores conservadores y de la élite se multiplicaron y frecuentemente en las calles chocaban “cachacos” aristócratas con “guaches” de la plebe urbana.
El 17 de abril de 1854 los artesanos movilizados y organizados en milicias le exigieron a Obando cerrar el Congreso, ante las conductas de los representantes en la parte legislativa y convertirse en dictador popular. Obando prefirió renunciar y las Sociedades Democráticas le dieron detención y luego le ofrecieron la presidencia a Melo quien era para entonces comandante de las Fuerzas Armadas y uno de los integrantes de la Junta Central Democrática. Una vez en el poder Melo, con el título de «Jefe Supremo de Estado de la República de Nueva Granada», dictó proclamas en que explicaba las causas de su arribo a tal posición y se llamaba defensor de la libertad.
Gólgotas y conservadores se unieron contra el gobierno provisional y comenzaron una guerra civil. Melo por su parte —con la participación de las Sociedades Democráticas— organizó sus fuerzas en el llamado "Ejército Regenerador", convocando al servicio a todos civiles integrantes de la Guardia Nacional Auxiliar y a los veteranos que habían combatido en la guerra civil de 1851. El nuevo gobierno permaneció en el poder ocho meses, pero finalmente las tropas constitucionalistas del norte y sur del país se unieron, hasta sumar 11 000 hombres, que rodearon a los 7000 melistas que defendían Bogotá. El 4 de diciembre del mismo 1854, la alianza entró victoriosa a Bogotá, tras derrotar al ejército melista y sus aliados. El conflicto costó unas 4000 vidas.

## Antecedentes del golpe

### Decisiones económicas y financieras de Florentino González
En 1846, el presidente Tomás Cipriano de Mosquera lo designó secretario de Hacienda. Promovió las reformas encaminadas a eliminar todo tipo de trabas al comercio. Su idea de libertad de comercio fue controvertida por los artesanos de Bogotá.

### La división liberal
La división del Partido Liberal entre gólgotas y draconianos fue una ruptura ideológica entre los dos bandos de dicho partido político colombiano en sus inicios tras su fundación en 1848. El sector liberal se fragmentó en dos partes: comerciantes a quien llamaban Gólgotas, que estaban de acuerdo con las políticas del librecambio y socialistas, los artesanos Draconianos quienes defendían el proteccionismo.
Ante las demandas de los artesanos, el presidente liberal José Hilario López (1849-1853) aceptó subir moderadamente impuestos de aduana a varios productos. No obstante, los artesanos pidieron además actividades sociales que buscaban la protección de clases trabajadoras, sin embargo el Congreso se opuso a esa demanda y a nuevas alzas de aranceles para productos importados, lo que provocó manifestaciones de protesta de los artesanos. El proyecto liberal, proclamó la supresión de resguardos, ejidos y barreras proteccionistas para dar paso al libre cambio. 
Para las elecciones presidenciales de 1853 se presentaron José María Obando, a nombre de los Draconianos, derrotando al panameño Tomás Herrera, candidato de los Gólgotas. Una nueva constitución fue aprobada ese mismo año, la cual inició un cambio de filosofía gubernamental para el país que reflejaba las ideas liberales tendientes cada vez al federalismo. El 19 de mayo, representantes de quienes buscaban proteger intereses del sector agrario-comercial manifestaron su rechazo definitivo a los artesanos, ante lo cual se consumó la ruptura entre liberales.

### Constitución de 1853
El péndulo constitucional se movió hacia el método liberal. Entre las nuevas medidas, se dio inicio al federalismo, se eliminó la esclavitud, se extendió el sufragio a todos los hombres mayores de 21 años, se impuso el voto popular directo para elegir congresistas, gobernadores y magistrados, se estableció la libertad administrativa y la libertad religiosa, hubo una separación entre la Iglesia y el Estado y se terminó la personalidad jurídica de la Iglesia Católica. Algunos de los avances se revirtieron más tarde en la constitución colombiana de 1886.

## Protagonistas principales
El presidente
José María Ramón Obando del Campo (Corinto, 8 de agosto de 1795 -  El Rosal, 29 de abril de 1861) fue un caudillo, militar y político colombiano. Fue presidente de la República de Nueva Granada en dos periodos primero entre 1831 y 1832, posteriormente entre 1853 y 1854. Miembro fundador del Partido Liberal Colombiano.
Obando era hijo ilegítimo de aristócratas caucanos, pero fue adoptado por comerciantes de origen pastuso, que le dieron una buena educación. Estudió en el seminario de Popayán y en la Universidad del Cauca. En un principio era un fiel realista, pero luego se pasó al bando independentista, recibiendo órdenes del general Francisco de Paula Santander.
Obando llegó a ser vicepresidente encargado de la República de Nueva Granada en 1831, ante la ausencia de Santander, y luego fue elegido presidente del país para el período 1853-1857. Durante su segunda presidencia sancionó la constitución de 1853, y fue víctima de una conspiración que lo obligó a abandonar el poder para darle paso a José María Melo.
El golpista
José María Dionisio Melo y Ortiz (Chaparral, 9 de octubre de 1800 - La Trinitaria, 1 de junio de 1860) fue un militar y político colombiano, miembro del Partido Liberal Colombiano.
Melo participó en las guerras de independencia de América del Sur como subalterno de Simón Bolívar, recibiendo amplios homenajes cuando se consolidó la liberación suramericana. Gozando de respeto estatal, formaba parte del Ejército durante la dictadura de Rafael Urdaneta, quien tomó el poder cuando Bolívar se ausentó del solio presidencial. Tras el fin de la dictadura, Melo fue expulsado de la Nueva Granada, asilándose en Venezuela con Urdaneta y otros generales bolivarianos. Allí participó en la Revolución de las Reformas por la reunificación con Colombia y en contra del presidente José María Vargas, siendo vencido y expulsado nuevamente hacia Centroamérica y luego a Europa.
Ya en Colombia, Melo como parte de las Sociedades Democráticas apoyó la campaña presidencial del primer liberal José Hilario López en la elecciones de 1849. En 1851, tras la abolición de la esclavitud y como general del Ejército, con el apoyo tres mil artesanos voluntarios de las Milicias Democráticas, logró derrotar a los esclavistas sublevados que amenazaban Bogotá. Por iniciativa de los artesanos, lideró el golpe de Estado en la República de la Nueva Granada con el que se proclamó «Jefe Supremo de Estado» dando inicio a la guerra civil de 1854. No obstante, el conflicto terminó con la Toma de Bogotá por parte de las tropas liberales tras la cual Melo fue exiliado nuevamente a Centroamérica, donde luchó contra la invasión dirigida por William Walker. En México, donde participó en los conflictos sociales de mediados del siglo XIX, llegó a ser el líder regional de las tropas del presidente Benito Juárez,

## Preludio
En medio del creciente descontento de los artesanos, en enero de 1854 se constituyó la Junta Central Democrática, presidida por Francisco Antonio Obregón, para coordinar la movilización de todas las Sociedades Democráticas del país. Miguel León y Emeterio Heredia se encargaron de preparar una milicia de 800 artesanos. El 2 de marzo de 1854, propusieron un conjunto de proyectos de ley en pro de la defensa del trabajo de los artesanos, para fundar un banco nacional de fomento de la industria y para crear un Taller Nacional, propuesta esta última que recordaba las ideas de Louis Blanc. El Congreso rechazó estos proyectos.
En esas circunstancias, en marzo de 1854 el general Melo fue acusado de asesinato, por la muerte del cabo Pedro Ramón Quiroz, ocurrida tres meses antes, la noche del 31 de diciembre de 1853. Según los enemigos de los artesanos y los opositores a Obando a quien Melo entonces apoyaba, al entrar en el cuartel de caballería, donde tenía sus habitaciones, el general Melo hirió involuntariamente de muerte con su espada al cabo Quiroz, á quién encontró ebrio en la escalera. Sin embargo, el general presentó 40 testigos, incluido el presidente Obando, que afirmaron que él estaba en una reunión en las oficinas de la presidencia en el momento en que el cabo fue herido. Según los conservadores y los liberales gólgotas, fueron las acusaciones por el caso de Quiroz, las que llevaron a Melo a la rebelión armada contra el gobierno de Obando.
Durante la Semana Santa, a mediados de abril, con el apoyo del comandante del ejército general José María Melo, los artesanos organizados en las Sociedades Democráticas, llamados "guaches" por la élite bogotana, inconformes por políticas de representantes en el Congreso, por su rechazo a políticas que dieran protección de la producción nacional y sectores sociales de trabajadores e imponer nuevos aranceles a mercancías extranjeras, por su descontento apedrearon a los comerciantes importadores que ataviados como penitentes marchaban en una procesión.

## El golpe
La noche del 16 de abril de 1854 el general José María Melo —entonces comandante de la Guardia Nacional— se apoderó de los cuarteles de Bogotá. Al día siguiente, por la mañana, un grupo armado de artesanos tomó el Congreso y la oficina presidencial. Fue la inminente destitución del presidente José María Obando por el Congreso, la que llevó a los artesanos y a Melo a proponer al mandatario cerrar el Congreso y declararse dictador. El presidente rechazó tal propuesta y convocó al Consejo de Gobierno, al vicepresidente José de Obaldía, al procurador general de la nación y al designado presidencial, general Tomás Herrera, para analizar la situación. Este último respondió: «Haga el gobierno su deber que yo haré el mío» y encontró asilo en la legación de los Estados Unidos.
Ante la negativa de Obando, Melo tomó el poder, disolvió la Cámara, abolió la constitución de 1853, reinstauró la de 1843 y detuvo al presidente y sus ministros. Se formó un gobierno provisional con Melo como jefe supremo y Francisco Antonio Obregón como Secretario General, con la misión de convocar a una Asamblea Constituyente. Aparte de lo anterior, el general Melo nombró como secretarios (ministros) a Ramón Ardila, Lisandro Cuenca, Andrés Tejeiro y Pedro Mártir Consuegra.
Los miembros del gobierno de Obando y numerosos opositores al golpe fueron hechos prisioneros y trasladados al convento de San Francisco, de donde se fugó Obaldía para asilarse también en la sede diplomática estadounidense. Otros perseguidos se protegieron en las residencias de delegatarios de varios países.
El mismo 17 de abril circuló una constancia firmada por Lorenzo María Lleras, director de la Sociedad Democrática, decía que ni había hecho, ni aceptaba la revolución porque era un «paso falso» que él lamentaba. En dicho documento aparecía también una carta del propio Lleras a Obando en que asegura que no aceptará ningún cargo del gobierno provisorio y que se ha negado a salir a la plaza pública, según solicitud que le hizo Melo.
El 18 de abril se colgó en el espacio público un decreto promulgado por Melo al declararse, por vías de hecho, «Jefe Supremo de Estado de la República de Nueva Granada». Su articulado limitaba libertades y promoevía la persecución a sus opositores. Dispuso que los hombres menores de sesenta años se inscribieran como soldados en el término de veinticuatro horas. Declaró la libertad de imprenta siempre que no se dijese nada sedicioso o alarmante, pues en tal caso se aplicarían penas de prisión, expulsión o confinamiento. Ordenó un empréstito forzoso a la ciudadanía, pagadero en breve plazo y, a quienes así no lo hacían, mandaba encarcelar. Además desconoció gobernadores y alcaldes en todo el país, designando otros desde la capital (Ramón Beriña fue nombrado gobernador de Bogotá).
Cuando se proclamó la dictadura, los partidos conservador y liberal en todo el país se levantaron en armas. El Parlamento organizó un gobierno en el exilio, residenciado en Ibagué (provisionalmente), desde donde se dio comienzo al juicio de responsabilidades en el golpe. Por su parte, el gobierno provisional logró vincular sectores sociales, como los artesanos, pero fue incapaz de consolidar alianzas con otros sectores sociales o con otras regiones del territorio nacional, con excepción de Bolívar, donde el presidente del estado Juan José Nieto Gil apoyó al gobierno de Melo. Tampoco pudo adelantar reformas profundas en su breve estadía en el poder.

## Consecuencias
De forma inmediata se formó una alianza «constitucionalista» militar de radicales y conservadores, quienes iniciaron la ofensiva contra Melo: combatieron en Pamplona, Bucaramanga, Vélez, Tunja, Tequendama y Cali, y lograron cercar al ejército melista en el perímetro de la ciudad de Bogotá. Melo organizó sus fuerzas en el llamado «Ejército Regenerador» y venció en la batalla de Zipaquirá permaneciendo en el poder durante ocho meses.
El expresidente Mosquera organizó, financió y dirigió el ejército del norte que marchó desde Barranquilla. El expresidente López encabezó el ejército del sur, que derrotó a los artesanos en Cali y viajó desde el Cauca, y el Huila, y Joaquín París Ricaurte (pariente de la primera esposa de Melo) comandó la división del Alto Magdalena que con tropas antioqueñas cruzó el río Magdalena por Honda (Tolima) y se unió a las tropas de Julio Arboleda, que habían tomado la región de Guaduas.

### Proceso a los golpistas
Los artesanos acusados de participar en la toma del poder fueron llevados presos a una zona aledaña al río Chagres en Panamá, bajo la pena de trabajos forzados; algunos murieron en prisión aunque la mayoría fallecieron durante el viaje a pie.
Los militares golpistas fueron borrados de la lista militar y, por consiguiente, expulsados de la institución. El general Melo cayó prisionero —aunque durante los tres juicios que se le siguieron estuvo libre pues Manuel Murillo Toro pagó su fianza— y fue condenado al destierro. Por otro lado, el presidente José María Obando fue llevado a juicio por considerársele responsable de la toma del poder por parte de Melo; así, fue acusado por los delitos de traición y rebelión.